# Aumodok
Aumodok ist ein osttimoresischer Ort im Suco Batugade (Verwaltungsamt Balibo, Gemeinde Bobonaro). Er befindet sich in einer Meereshöhe von 29 m im Südosten der Aldeia Batugade. Die Straße von Batugade nach Balibo führt durch den Norden des Dorfes. Der Großteil des Dorfes liegt an einer Abzweigung der Überlandstraße. Östlich befindet sich das Nachbardorf Budin.